# Де Канио, Луиджи
Луиджи Де Канио (итал. Luigi De Canio; 26 сентября 1957 года, Матера, Италия) — итальянский футболист и футбольный тренер. Выступал на позиции защитника.

## Карьера
В качестве игрока Де Канио начал карьеру в «Матера», в которой и провёл большую часть своей карьеры. Всю карьеру провёл в клубах Серии С и Серии D, лишь один сезон проведя в Серии B. Завершил карьеру игрока в 1989 году в клубе «Пистиччи».
В конце карьеры футболиста стал играющим тренером клуба «Пистиччи». В дальнейшем руководил клубами низших дивизионов, клуб Серии А впервые возглавил в 1999 году, когда возглавил «Удинезе», вместе с которым победил в Кубке Интертото в 2000 году. В 2000-х тренировал такие известные итальянские клубы как «Дженоа», «Наполи» и «Сиена», в 2007 году единственный раз в карьере возглавил иностранный клуб, английский клуб Чемпионшипа «Куинз Парк Рейнджерс», особых успехов в Англии Де Канио не добился и через год вернулся в Италию, где возглавил клуб Серии А «Лечче». Последним местом работы Де Канио был клуб «Катания», откуда он был уволен 16 января 2014 года.

## Достижения
- Обладатель Кубка Интертото: 2000